# Kovács József (labdarúgó, 1952)
Kovács József (Pásztó, 1952. április 18. –) magyar bajnok labdarúgó, hátvéd. A sportsajtóban Kovács II József néven ismert.

## Pályafutása
1973 és 1977 között a Salgótarjáni BTC labdarúgója volt. 1977–78-ban az Újpesti Dózsa csapatában szerepelt és tagja volt az 1977–78-as bajnokcsapatnak. 1978 és 1984 között ismét a Salgótarjáni TC játékosa volt. 1984 és 1987 között egy-egy idény játszott a Salgótarjáni Síküveggyár, a Salgótarjáni KSE és a Somoskőújfalu csapatában.
Az élvonalban 137 bajnoki mérkőzésen szerepelt három gólt szerzett.

## Családja
Fia Kovács Péter (1978–) válogatott labdarúgó.

## Sikerei, díjai
Újpesti Dózsa
- Magyar bajnokság
  - bajnok: 1977–78